# リッチモンド・バレー駅
リッチモンド・バレー駅（リッチモンド・バレーえき、英: Richmond Valley）は、スタテンアイランドのリッチモンド・バレーにあるスタテンアイランド鉄道の駅である。

## 駅構造
| G          | 地上階                                | 出入口、バス乗換                                                  |
| P ホーム階 | 相対式ホーム、前4両のみ右側ドアが開く | 相対式ホーム、前4両のみ右側ドアが開く                             |
| P ホーム階 | 南行                                  | ← トッテンヴィル駅ゆき（アーサー・キル駅） ← （廃止：ナッソー駅） |
| P ホーム階 | 北行                                  | → セント・ジョージ駅ゆき（プレザント・プレインズ駅）→             |
| P ホーム階 | 相対式ホーム、前4両のみ右側ドアが開く |                                                                   |

ホームは、2面の相対式ホームで構成され、西端には跨線橋がある。東口は、リッチモンド・バレー・ロードに、西口は、アンボイ・ロードに通じている。プラットホームが短いため、列車は前4両のみ乗降できる。前から4両目の最後部と5両目すべての扉は締切となる。駅の東側を走るリッチモンド・バレー・ロードとは、もともと平面交差していたが、1940年に立体交差となった。トッテンヴィル方面の線路には、電化されていない行き止まり線が以前存在した。この線は、1920年代中頃に建造され、B&Oによってウェスト・ショア線という名称で呼ばれた。現在もその跡が残っている。

## バス接続
X22